# Tricimba puriseta
Tricimba puriseta är en tvåvingeart som först beskrevs av Becker 1912.  Tricimba puriseta ingår i släktet Tricimba och familjen fritflugor. Inga underarter finns listade i Catalogue of Life.